# Vätskebälte
Vätskebälte är ett bälte att fästa runt midjan för att kunna på ett bra sätt ta med vätskebehållare främst för löpare under träning och tävling.
Ett vätskebälte gör att löparen slipper springa med en flaska i handen och att den kan ta med sig flera olika sorters vätskor.